# Bernhard Schramm (Bankmanager)
Bernhard Schramm (* 27. September 1924 in Eisenach; † 24. September 2016 in Bad Honnef) war ein deutscher Bankmanager und von 1980 bis 1989 Präsident des Bundesverbandes der Deutschen Volksbanken und Raiffeisenbanken (BVR).

## Ausbildung und Beruf
Bernhard Schramm absolvierte ein Notabitur während des Zweiten Weltkrieges und wurde Soldat bei der deutschen Luftwaffe. Ab den frühen 1950er Jahren studierte Schramm Volkswirtschaftslehre mit dem Schwerpunkt Genossenschaftswesen an der Philipps-Universität Marburg. Es folgte 1954 für den Dipl. -Volkswirt die erste berufliche Station im Deutschen Genossenschaftsverband (DGV, heute Deutscher Genossenschafts- und Raiffeisenverband). Er wurde Oberregierungsrat im Bundeswirtschaftsministerium unter Ludwig Erhard und später Geschäftsführer der Vereinigung von Banken und Bankiers Rheinland und Westfalen (heute Bankenverband Nordrhein-Westfalen e.V.). 1970 wechselte Schramm in den Vorstand des DGV und trat 1972 in den Vorstand des neu gegründeten Bundesverbandes der Deutschen Volksbanken und Raiffeisenbanken ein, 1975 erhielt er den Vorstandsvorsitz der Deutschen Genossenschafts-Hypothekenbank in Hamburg (DG Hyp, heute DZ Hyp). 1980 wurde Schramm Präsident des BVR und Verwaltungsratsvorsitzender der DG Bank Frankfurt a. M. (heute DZ Bank). Zusätzlich bestanden weitere Mandate in der genossenschaftlichen Bankorganisation.

## Verbandspolitik
Bernhard Schramm war ab seiner Zeit als Vorstandsmitglied des DGV maßgeblich an der Zusammenführung der beiden Genossenschaftsrichtungen (Schulze-Delitzsch DGV und Raiffeisen DRV) beteiligt. Die Neuordnung der Verbände war ein wichtiger, grundlegender Schritt für die Konsolidierung und Modernisierung der genossenschaftlichen Bankengruppe.
Später als Präsident des BVR richtete Schramm die breitgefächerte, dezentrale genossenschaftliche Organisation verstärkt nach marktwirtschaftlichen und damit wettbewerbsrelevanten Prinzipien aus. In seiner Amtszeit ging es Schramm vor allem darum, eine komplette Integration aller genossenschaftlichen Institute, Verbände und Verbundeinrichtungen zu erreichen. Hierzu nutzte er auch aktiv seine Mandate in der genossenschaftlichen Organisation. Im letzten Jahr seiner Amtszeit 1989 wurde die sogenannte Verbund-Konvention verabschiedet. Diese Konvention war die Leitlinie zur weiteren Konsolidierung des genossenschaftlichen Bankensektors sowie zur Intensivierung der Zusammenarbeit mit den genossenschaftlichen Zentralbanken und Verbundunternehmen. Dieser Prozess mit den Fusionen der Rechenzentralen und Zentralbanken wurde zu Beginn des 21. Jahrhunderts weitgehend abgeschlossen.

## Ehrungen
- 1984 Raiffeisen-Schulze-Delitzsch-Medaille in Gold des Deutschen Genossenschafts- und Raiffeisenverbandes,
- 1985 Handwerkszeichen in Gold des Zentralverbandes des Deutschen Handwerks,
- 1987 Großes Verdienstkreuz des Verdienstordens der Bundesrepublik Deutschland.

## Privates
Bernhard Schramm war mit Waltraud geb. Schnell (1927–2018) verheiratet. Er wurde auf dem Waldfriedhof im Bad Honnefer Stadtteil Rhöndorf beigesetzt.

## Veröffentlichungen
- Bernhard Schramm: Die Volksbanken und Raiffeisenbanken. Fritz Knapp Verlag Frankfurt/M. 1982, Taschenbücher für Geld, Bank, Börse, Hrsg. Prof. Dr. Hans E. Büschgen, Dr. Alfred Herrhausen und Prof. Dr. Heinrich Rittershausen.